# ذا بوي نيكست دور
ذا بوي نيكست دور (بالإنجليزية: The Boy Next Door)‏ هو فيلم إثارة جنسية أمريكي تم إنتاجه في سنة 2015 وهو من إخراج روب كوهين وتأليف برباره كوري وبطولة جينيفر لوبيز وريان غوزمان وإيان نيلسون وكريستين تشينوويث وجون كوربيت. جينيفر لوبيز تلعب دور كلير معلمة في المدرسة الإعدادية وهي على وشك الطلاق من زوجها (كوربيت)، ثم تقيم علاقة مع جارها الصغير غوزمان، إستغرق تصوير الفيلم 23 يوم في لوس أنجلوس وكان من تأليف مؤلفة أفلام الجريمة برباره كوري، تم إنتاج الفيلم بواسطة شركة يونيفرسال بيكتشرز وحقق نجاح في الإيردات وألتي وصلت ل59.2 مليون دولار أمريكي.

## وصلات خارجية
- ذا بوي نيكست دور على موقع IMDb (الإنجليزية)
- ذا بوي نيكست دور على موقع ميتاكريتيك (الإنجليزية)
- ذا بوي نيكست دور على موقع روتن توميتوز (الإنجليزية)
- ذا بوي نيكست دور على موقع نتفليكس (الإنجليزية)
- ذا بوي نيكست دور على موقع قاعدة بيانات الأفلام العربية
- ذا بوي نيكست دور على موقع ألو سيني (الفرنسية)
- ذا بوي نيكست دور على موقع Turner Classic Movies (الإنجليزية)
- ذا بوي نيكست دور على موقع أول موفي (الإنجليزية)
- ذا بوي نيكست دور على موقع بوكس أوفيس موجو (الإنجليزية)
- ذا بوي نيكست دور على موقع فيلمافينيتي (الإسبانية)
- ذا بوي نيكست دور على قاعدة بيانات الأفلام على الإنترنت